# یوستاین فلو
یوستاین فلو (نروژی: Jostein Flo؛ زادهٔ ۳ اکتبر ۱۹۶۴) بازیکن سابق فوتبال اهل نروژ است.

## تیم ملی
وی در تیم ملی فوتبال نروژ ۵۳ بازی انجام داده است و عضو این تیم در جام جهانی فوتبال ۱۹۹۴ و ۱۹۹۸ بوده است.